# Myrsine grandifolia
Myrsine grandifolia är en viveväxtart som först beskrevs av Spencer Le Marchant Moore, och fick sitt nu gällande namn av Ricketson och Pipoly. Myrsine grandifolia ingår i släktet Myrsine och familjen viveväxter. Inga underarter finns listade i Catalogue of Life.